# Bera, Navarre
Bera là một đô thị trong tỉnh và cộng đồng tự trị Navarre, Tây Ban Nha. Đô thị này có dân số là 3.527 người, diện tích 35,411 km2. Đô thị nằm ở độ cao 49 m trên mực nước biển, cách tỉnh lỵ 68 km.
Các đô thị giáp ranh: Biriatou, Urrugne và Ascain (Pháp) về phía bắc, Echalar và Lesaca về phía nam, Sare (Pháp) về phía đông Irun (Guipuscoa) về phía tây.
Bera bao gồm các khu phố: Dornaku, Garaitarreta, Kaule, Suspela, Suspelttiki, Xantelerreka/Elzaurdia (Ibardin), Zalain, Zia, Altzate, Illekueta.

## Biến động dân số
| Biến động dân số theo thời gian                                    | Biến động dân số theo thời gian | Biến động dân số theo thời gian | Biến động dân số theo thời gian | Biến động dân số theo thời gian | Biến động dân số theo thời gian | Biến động dân số theo thời gian | Biến động dân số theo thời gian | Biến động dân số theo thời gian | Biến động dân số theo thời gian | Biến động dân số theo thời gian |
| 1996                                                               | 1998                            | 1999                            | 2000                            | 2001                            | 2002                            | 2003                            | 2004                            | 2005                            | 2006                            | 2007                            |
| ------------------------------------------------------------------ | ------------------------------- | ------------------------------- | ------------------------------- | ------------------------------- | ------------------------------- | ------------------------------- | ------------------------------- | ------------------------------- | ------------------------------- | ------------------------------- |
| 3 480                                                              | 3 507                           | 3 511                           | 3 490                           | 3 531                           | 3 581                           | 3 637                           | 3 659                           | 3 666                           | 3 727                           | 3 684                           |
| Nguồn: Bera/Vera de Bidasoa et instituto de estadística de navarra |                                 |                                 |                                 |                                 |                                 |                                 |                                 |                                 |                                 |                                 |

==Tham khảo==